# Scopula taurilibanotica
Scopula taurilibanotica är en fjärilsart som beskrevs av Eugen Wehrli 1932. Scopula taurilibanotica ingår i släktet Scopula och familjen mätare. Inga underarter finns listade.